# Cerro Colorado (distrito)
O Distrito peruano de Cerro Colorado é um dos vinte e nove distritos que formam a Província de Arequipa, situada no Departamento de Arequipa, pertencente a Região Arequipa, Peru.

## Transporte
O distrito de Cerro Colorado é servido pela seguinte rodovia:
- PE-34A, que liga o distrito de La Joya (Região de Arequipa) à cidade de Juliaca Região de Puno)
- AR-115, que liga o distrito à cidade de La Joya
- AR-116, que liga o distrito de Yura à cidade
- AR-123, que liga o distrito à cidade de La Joya [1][2][3]